# Hollingstedt (powiat Schleswig-Flensburg)
Hollingstedt (dolnoniem. Hornstedt, duń. Hollingsted) – miejscowość i gmina w Niemczech w kraju związkowym Szlezwik-Holsztyn, w powiecie Schleswig-Flensburg, wchodzi w skład urzędu Arensharde.